# Hepatus
Hepatus là một chi cua trong họ Aethridae. 

## Các loài
Chi này được ghi nhận bao gồm 7 loài còn tồn tại, cộng với một số loài hóa thạch:
- Hepatus chiliensis H. Milne-Edwards, 1837
- Hepatus epheliticus (Linnaeus, 1763)
- Hepatus gronovii Holthuis, 1959
- Hepatus kossmanni Neumann, 1878
- Hepatus lineatus Rathbun, 1898
- Hepatus pudibundus (Herbst, 1785)
- Hepatus scaber Holthuis, 1959

Cả H. chiliensis và H. lineatus đều được xem là các hóa thạch.
- Hepatus bottomsi Blow, 2003
- Hepatus lineatus Rathbun, 1898
- Hepatus nodosus Collins & Morris, 1976
- Hepatus praecox Collins và cộng sự., 1996
- Hepatus spinimarginatus Feldmann và cộng sự., 2005